# América hoy
América hoy (anteriormente El show después del show) es un magacín matinal peruano producido por GV Producciones para la cadena América Televisión y conducido por Ethel Pozo, Janet Barboza, Valeria Piazza y Edson Dávila.

## Mecánica
América hoy es un programa de entrevistas, chismes y farándula. Se presenta en formato de revista con invitados especiales nacionales e internacionales. Además de comentar temas de actualidad, cuenta con bloques de entretenimiento, salud y cocina. Su principal competidor era Mujeres al mando y actualmente lo es Arriba mi gente, ambos programas de Latina Televisión y también Préndete de Panamericana Televisión.
El 12 de febrero de 2020, El show después del show se renombró como América hoy. Tras el fin del programa Mi mamá cocina mejor ayer la tuya en el 2021, es actualmente el único programa de GV Producciones en América Televisión.

## Presentadores

### Principales
- Renzo Schuller (2019-2020)[1][4]
- Natalia Salas (2019-2020)[1]
- Ethel Pozo (2019-presente)[5]
- Edson Dávila «Giselo» (2019-presente)[6]
- Melissa Paredes (2021)[7]
- Janet Barboza (2020-presente)[5]
- Christian Domínguez (2021-2024)
- Brunella Horna (2022-2023, 2024)[7][8]
- Valeria Piazza (2023-2024, 2025-presente)
- Milett Figueroa (2025)[9]

### Colaboradores
- Tilsa Lozano (2020-2024)
- Choca Mandros (2021-2024)
- Mariella Zanetti (2021-2023)
- Santi Lesmes (2021)
- Mario Hart (2022)
- Leysi Suárez (2023-presente)
- Marc Leirado (2022-presente)
- Lizbeth Cueva (2022-2024)
- Susy Díaz (2022-2023)
- Federico Salazar (2023)
- Verónica Linares (2023)
- Rebeca Escribens (2023)
- Ricardo Rondón (2023-2025)
- Nicole Akari (2023-2024)
- Sheyla Rojas (2023)
- Flor Polo (2023)
- Adriana Quevedo (2023)
- Sofía Franco (2023-presente)
- Karen Schwarz (2023-presente)
- Rafael Cardozo (2023-presente)
- Micheille Soifer (2023-2025)
- Belén Estévez (2023-presente)
- Macarena Veléz (2023-presente)
- Yahaira Plasencia (2023-presente)
- Melissa Klug (2023)
- Samahara Lobatón (2023)
- Andrea San Martín (2023-2024)
- Dayanita (2023)
- Jean Paul Santa María (2024-presente)
- Yiddá Eslava (2025)
- Giacomo Bocchio (2025-presente)

### Bloque de cocina
- Ethel Pozo (2019-presente)
- Edson Dávila «Giselo» (2019-presente)
- Christian Domínguez (2020-2023)

### Reportero de enlaces en vivo:
- Oswaldo Arteaga (2020 - presente)

## Temporadas
| Temporada | Temporada | Título                    | Emisión original         | Emisión original        |
| Temporada | Temporada | Título                    | Primera emisión          | Última emisión          |
| --------- | --------- | ------------------------- | ------------------------ | ----------------------- |
|           | 1         | El show, después del show | 16 de septiembre de 2019 | 31 de diciembre de 2019 |
|           | 2         | América hoy               | 12 de febrero de 2020    | 30 de diciembre de 2020 |
|           | 3         | América hoy               | 1 de febrero de 2021     | 31 de diciembre de 2021 |
|           | 4         | América hoy               | 31 de enero de 2022      | 30 de diciembre de 2022 |
|           | 5         | América hoy               | 30 de enero de 2023      | 29 de diciembre de 2023 |
|           | 6         | América hoy               | 5 de febrero de 2024     | 31 de diciembre de 2024 |
|           | 7         | América hoy               | 10 de febrero de 2025    | presente                |

## Controversias

### Cobertura sobre una detención en cuarentena
El 31 de marzo de 2020, en plena cuarentena por COVID-19 en el Perú, el programa publicó un reportaje erróneo sobre la supuesta detención de unas personas con el alcalde del distrito de Bellavista, Daniel Malpartida. La cobertura fue criticada por la conductora Magaly Medina en su programa Magaly TV La firme, al comprobarse que las personas detenidas en realidad eran unos actores de método y el suceso era un montaje. Días después, los conductores pidieron disculpas, aduciendo a que no tenían conocimiento de que el alcalde realizó el falso operativo.

### Salida de Melissa Paredes
En octubre de 2021, el programa Magaly TV La Firme emitió unas imágenes en las que se veía a la entonces conductora del programa Melissa Paredes, siéndole infiel a su entonces esposo Rodrigo «Gato» Cuba, con el bailarín Anthony Aranda, días después Paredes regresó al matinal para anunciar como primicia el fin de su matrimonio con el futbolista. Aunque la separación ocurrida no se anunció públicamente, sí fue advertida en el programa, Paredes comunicó que daría «un paso al costado» al programa para resolver su caso. Posteriormente, el productor Armando Tafur realizó negociaciones para recuperarla como presentadora con la condición de subsanar sus problemas personales, pero finalmente declaró que no volvería, debido a que ya no calzaba con la imagen de conductora que deseaban ya que el programa según él, estaba "dirigida a la familia".
En enero de 2022, en una entrevista concedida exclusivamente para el programa Mujeres al mando, Paredes insinuó que la producción del programa la despidió intempestivamente y culpó a la conductora Janet Barboza de impedir hablar de su relación. Debido a esto, Mujeres al mando arremetió contra América hoy por el impacto que trajo la salida de la conductora. Barboza acusó a Paredes por «mentir y seguir mintiendo» sobre su salida. A su vez, la también conductora Ethel Pozo confirmó que la salida de la exconductora se debió por la mala imagen que trajo tras el escándalo de infidelidad con el bailarín Anthony Aranda, ambas conductoras ha criticado duramente a Paredes por su infidelidad. En febrero de 2022, Paredes pidió a la producción de América hoy que «deberían llevar la fiesta en paz».
En mayo de 2022, Pozo consiguió una entrevista exclusiva con Paredes, que fue duramente criticada por los televidentes.
Meses después, en julio de ese año, se comunicó públicamente que no tocarían más la situación privada de Paredes por respeto a la integridad de su familia, actualmente entre ella y sus excompañeras hay una enemistad, debido a lo cual no se ha presentado en el magazín de nuevo.

### Salida de Christian Domínguez
En febrero de 2024, iniciando la nueva temporada del programa, el cantante y en ese entonces coconductor del programa, Christian Domínguez, fue captado por las cámaras del programa Magaly TV La Firme siéndole infiel a su entonces pareja, la también cantante Pamela Franco. Domínguez fue rápidamente separado del magazín, pero a diferencia de la salida de Melissa Paredes, las conductoras Ethel Pozo y Janet Barboza, lamentaron su salida, indicando que a pesar del ampay era su amigo y siempre lo iban a apoyar, evitando criticarlo duramente. 
Un mes después, anunciaron como primicia una entrevista exclusiva con Domínguez en la que hablaba del tema, pedía perdón a su pareja y anunciaba que iba a buscar ayuda profesional. Esta entrevista fue duramente criticada por Magaly Medina y Rodrigo González, quienes afirmaron que el programa quería «limpiarle la cara» a Domínguez con dicha entrevista y que las conductoras apoyaban la infidelidad.
En junio de 2024, Christian Domínguez confirmó que no tenía intención de regresar al programa y semanas después se unió al programa Préndete de Panamericana Televisión. Posteriormente, en diciembre de 2024, el programa le concedió el premio al «escándalo del año». Actualmente y a diferencia de con Melissa Paredes, la relación de amistad entre Domínguez y las conductoras y producción del programa se mantiene.

### Tratamiento editorial a personalidades públicas
El programa América hoy generó controversia por mantener el legado de Gisela Valcárcel para nuevas audiencias. La exproductora de América Televisión, Pati Lorena, afirmó que Ethel Pozo trató de imitar la fórmula del programa que hizo famosa a su madre, Aló Gisela. De hecho, Valcárcel defendió la permanencia de su hija Pozo, la principal figura del programa, y afirmó que «se lo gana diariamente».
A diferencia del espacio de mediodía de los años 1990, varias personalidades públicas criticaron cómo el programa los trataba. En 2023, Pamela Franco desaprobó las insinuaciones de carácter sexual dirigidas a su pareja, Christian Domínguez; en consecuencia, abandonó el plató a los pocos minutos. En 2024, Yiddá Eslava alegó que el programa había difundido grabaciones de audio sin su consentimiento, relacionadas con un asunto de infidelidad. Además, otras personalidades públicas como Julián Zucchi, Alejandra Baigorria, Jair Mendoza y Juan Manuel Vargas criticaron que el programa se enfocaba principalmente en temas controvertidos para generar polémica. Esta crítica también se extendió a Argentina, donde un miembro del panel del programa LAM, Pepe Ochoa, expuso al aire cómo es la pauta de las presentadoras.
En 2024, una consultora de imagen alegó que la producción del programa televisivo empleaba una estrategia agresiva durante las participaciones como panelista. En ese entonces, la presentadora Magaly Medina indicó que, según testimonios de fuentes anónimas, el productor Armando Tafur consideró dimitir debido a una disputa entre la conductora del programa, Ethel Pozo, y su compañera de cadena, Natalie Vértiz. Tafur reconoció la existencia de dificultades, pero atribuyó la responsabilidad a las presentadoras, a quienes consideró libres de expresar sus opiniones. Con el tiempo, Medina permaneció como una de las mayores críticas contra el programa, alegando la hipocresía y el machismo de las conductoras, a las que califica de «moscas muertas».
En mayo de 2024, Rodrigo González reprochó la falta de interés del programa en el simulacro nacional de sismo, mientras Ethel Pozo avisaba a los espectadores a no abandonar su programa.
En 2025, el programa registró bajos niveles de audiencia con la llegada de Milett Figueroa, que obtuvo 5.5 puntos en Lima. Según Magaly Medina, se registraron actos de burla hacia la nueva figura por parte de las presentadoras con el propósito de ganar audiencia. Meses después, Figueroa confirmó que dejaría la conducción, para regresar a Argentina, siendo reemplazada por Valeria Piazza.
El 19 de marzo de 2025, cuando aconteció el funeral del cantante Paul Flores de Armonía 10, después de ser asesinado el domingo 16 por sicarios que dispararon hacia el bus de la orquesta mencionada, Janet Barboza fue enviada a Piura para cubrir en vivo el sepelio. Las críticas hacia el programa no se hicieron esperar, el público acusaba al magacín de querer aprovechar del dolor de los familiares, amigos y colegas de la víctima y robar protagonismo a la noticia ya que en todo momento Barboza fue enfocada por el camarógrafo que acompañaba todo el recorrido hacía el camposanto. Una de los que reprocharon el acto fue Magaly Medina.
En julio del mismo año, la conductora Ethel Pozo, protagonizó un intercambio de palabras con el maquillador Carlos Cacho. Según Pozo, ella no quería que Cacho estuviera invitado para una secuencia, por lo cual optó por retirarse del programa. Este acto fue criticado por Magaly Medina y por la cantante de cumbia Marisol, quien defendió a su amigo Cacho en un evento en Trujillo, asimismo, arremetió contra Pozo por hacerle un desplante al maquillador. En ese mismo mes, la exproductora de GV Producciones, Pati Lorena, insinuó que Valeria Piazza decidió renunciar al programa, porque, según ella, sufrió de maltratos por parte de las dos conductoras, rumor que fue desmentido por Piazza, quien señaló sentirse cómoda en el programa.

## Nominaciones
| Año  | Premio                       | Categoría                         | Resultado | Ref.   |
| ---- | ---------------------------- | --------------------------------- | --------- | ------ |
| 2020 | Premios Fama de La República | Mejor magazine                    | Nominado  | [ 45 ] |
| 2021 | Premios Luces de El Comercio | Mejor producción local            | Nominado  | [ 46 ] |
| 2022 | Premios Luces de El Comercio | Mejor programa de entretenimiento | Nominado  | [ 47 ] |